# Oleg Kutscherenko
Oleg Kutscherenko (in ucraino Олег Миколайович Кучеренко?, Oleh Mykolajovyč Kučerenko; in russo Олег Николаевич Кучеренко?, Oleg Nikolaevič Kučerenko; 20 dicembre 1968) è un ex lottatore ucraino naturalizzato tedesco, fino al 1991 sovietico, specializzato nella lotta greco-romana.

## Palmarès

### Olimpiadi
- 1 medaglia[1]:
  - 1 oro (Barcellona 1992 nei pesi mosca leggeri)

### Mondiali
- 2 medaglie[2]:
  - 2 ori (Martigny 1989 nei 48 kg; Ostia 1990 nei 48 kg)